# 特鲁任 (埃尔瓦什)
特鲁任是葡萄牙波塔莱格雷区的一个堂区。总面积72.71平方公里，总人口1264人，人口密度人/平方公里。